# Venturia robusta
Venturia robusta är en stekelart som först beskrevs av Ceballos 1955.  Venturia robusta ingår i släktet Venturia och familjen brokparasitsteklar. Inga underarter finns listade i Catalogue of Life.